# Liga Leumit 1962-1963 (pallacanestro)
La Liga Leumit 1962-1963 è stata la 9ª edizione del massimo campionato israeliano di pallacanestro maschile. La vittoria finale è stata ad appannaggio del Maccabi Tel Aviv.

## Regular season
|  |     | Squadra               | G  | V  | P  | PF   | PS   | PF/PS | Pt | Qualificazione            |
|  | --- | --------------------- | -- | -- | -- | ---- | ---- | ----- | -- | ------------------------- |
|  | 1.  | Maccabi Tel Aviv      | 22 | 21 | 1  | 1585 | 1137 | +448  | 43 |                           |
|  | 2.  | Hapoel Tel Aviv       | 22 | 20 | 2  | 1358 | 1050 | +308  | 42 |                           |
|  | 3.  | Hapoel Haifa          | 22 | 16 | 6  | 1527 | 1348 | +179  | 39 |                           |
|  | 4.  | H. Mishmar HaEmek     | 22 | 13 | 9  | 1389 | 1332 | +57   | 35 |                           |
|  | 5.  | Hapoel Giv'at Brenner | 22 | 12 | 10 | 1403 | 1393 | +10   | 34 |                           |
|  | 6.  | Hapoel Gerusalemme    | 22 | 11 | 11 | 1269 | 1351 | -82   | 33 |                           |
|  | 7.  | Hapoel Holon          | 22 | 9  | 13 | 1300 | 1397 | -97   | 31 |                           |
|  | 8.  | Maccabi Gerusalemme   | 22 | 9  | 13 | 1147 | 1346 | -199  | 31 |                           |
|  | 9.  | Hapoel Giv'at Haim    | 22 | 8  | 14 | 1322 | 1393 | -71   | 30 |                           |
|  | 10. | Maccabi K. Motzkin    | 22 | 7  | 15 | 1250 | 1371 | -121  | 29 |                           |
|  | 11. | Maccabi Haifa         | 22 | 6  | 16 | 1372 | 1509 | -137  | 28 |                           |
|  | 12. | Hapoel Yagur          | 22 | 1  | 21 | 1122 | 1418 | -296  | 23 | retrocesso in Liga Artzit |

## Squadra vincitrice
|    | Naz.                                           | Ruolo | Sportivo           | Anno | Alt. |  |  |
| -- | ---------------------------------------------- | ----- | ------------------ | ---- | ---- |  |  |
| 4  | Israele (bandiera)                             | A     | Moshe Golovey      | 1936 | 188  |  |  |
| 5  | Israele (bandiera)                             |       | Abraham Nathaniel  |      |      |  |  |
| 6  | Israele (bandiera)                             | A     | Jacob Edelist      | 1937 | 190  |  |  |
| 7  | Israele (bandiera)                             | AP    | Amnon Avidan       | 1943 | 188  |  |  |
| 8  | Germania Ovest (bandiera) · Israele (bandiera) | PG    | Ralph Klein        | 1931 | 186  |  |  |
| 9  | Israele (bandiera)                             | G     | Gideon Freitag     | 1943 | 174  |  |  |
| 10 | Israele (bandiera)                             | G     | David Frish        | 1935 | 187  |  |  |
| 11 | Israele (bandiera)                             | G     | Itzhak Amar        | 1935 | 186  |  |  |
| 12 | Israele (bandiera)                             | C     | Tanhum Cohen-Mintz | 1939 | 204  |  |  |
| 13 | Israele (bandiera)                             | AG    | Abraham Hassid     | 1935 | 187  |  |  |
| 14 | Israele (bandiera)                             | G     | Zohar Cohen        | 1934 | 177  |  |  |
| 15 | Israele (bandiera)                             | AP    | Shabtai Ben-Bassat | 1940 | 187  |  |  |
| 21 | Israele (bandiera)                             |       | Zvi Eiznboim       |      |      |  |  |
|    | Israele (bandiera)                             | ALL   | Yehoshua Rozin     |      |      |  |  |